# Data Transformation Services
Data Transformation Services (DTS) – graficzne narzędzie klasy ETL firmy Microsoft włączone do Microsoft SQL Server. W najnowszych wersjach narzędzie to nazwane zostało SQL Server Integration Services.